# Cats eyes

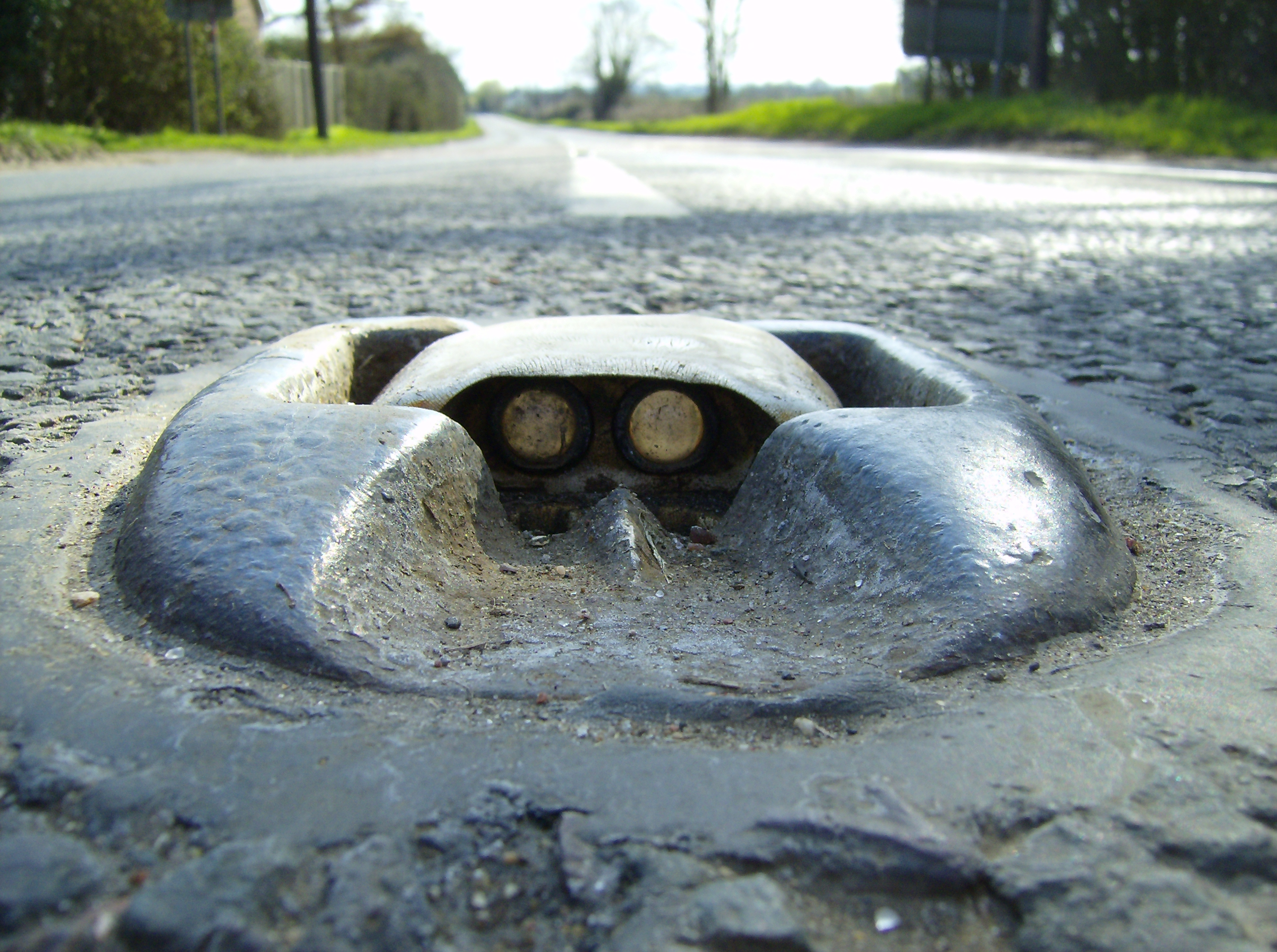
Reflexerna i en cat's eye i Storbritannien.

"Cats eyes" (egentligen Cat's eye; Kattögon) är en slags reflexer som finns inbyggda på alla större vägar i Storbritannien och Irland. De började införas på asfalterade vägar utan gatubelysning från 1933. Då andra världskriget bröt ut byggdes nätet snabbt ut. Idag sitter dessa reflexer på alla motorvägar, fyrfältsvägar (dual carridgeways) samt A- och B-klassificerade vägar utanför tätorter (utom där vägbelysning finns). När man kan sätta på helljuset i mörker är dessa reflexer oomtvistat till hjälp för motorfordonsförare. Reflexerna sticker inte upp mycket, men likväl fullt tillräckligt för att märkas vid till exempel filbyte. De ges därför ibland skulden för däckslitage och punkteringar.

## Färger
(gäller Storbritannien)
- vit - mellan varje fil
- röd - vägren (hard shoulder)

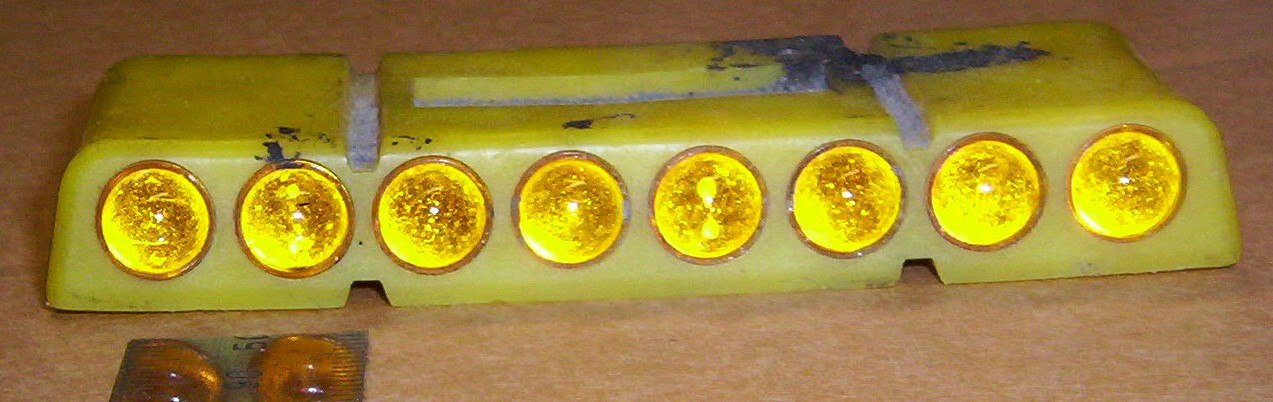
Tyska "kattögon".

- orange - mittmarkering på mötesväg (eller högermarkering på flerfältsvägar inkl. motorvägar; vänstertrafik råder på brittiska öarna)
- grön - vid avfarter
- blå - specialavfarter och vändplatser på flerfältsvägar avsedda för utryckningsfordon

Försök med LED-teknik under 00-talet har misslyckats då denna teknik visat sig störa ögonen och projektet har lagts ner.
I Tyskland används orange eller gula "kattögon" ofta i samband med vägarbeten på motorvägar och andra större vägar.